# Margarida, Condessa de Anjou
Margarida de Anjou, também conhecida como Margarida de Nápoles (em italiano:  Margherita, em francês:  Marguerite; Nápoles, c., 1273 – Paris, 31 de dezembro de 1299) foi condessa de Anjou e do Maine em direito próprio. Pelo seu casamento com Carlos de Valois, foi mãe do rei Filipe VI de França.

## Família

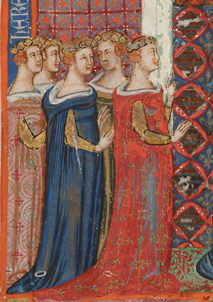
Margarida com as suas irmãs: Leonor, Branca, Maria e Beatriz na Bíblia de Nápoles.

Margarida foi a primeira filha e segunda criança nascida do rei Carlos II de Nápoles e de Maria da Hungria.
Os seus avós paternos foram Carlos I, Conde de Anjou e rei da Sicília e Beatriz da Provença. Os seus avós maternos foram Estêvão V da Hungria e Isabel da Cumânia.
Ela teve quatorze irmãos, entre eles: Carlos Martel de Anjou, rei titular da Hungria e Croácia, marido de Clemência de Habsburgo; Leonor, esposa do rei Frederico II da Sicília, o bispo Luís de Tolosa; o rei Roberto I de Nápoles, o príncipe Filipe I de Tarento; Branca, rainha de Aragão e Sicília como esposa de Jaime II de Aragão; Raimundo Berengário, conde de Andria; Maria, rainha consorte de Sancho de Maiorca; o conde Pedro Tempesta, o duque João de Durazzo; Beatriz, primeiro esposa de Azo VIII de Este, marquês de Ferrara, e depois de Bertrando III de Baux, etc.

## Biografia
Na data de 28 de dezembro de 1289, foi assinado o contrato de casamento entre Margarida e o príncipe Carlos, filho do rei Filipe III de França e de Isabel de Aragão. Margarida tinha cerca de 16 anos, e Carlos, 19. Eles se casaram no dia 16 de agosto de 1290, em Corbeil-Essonnes.
Margarida se tornou condessa de Anjou e do Maine quando o seu pai cedeu-os ao marido da filha, em 18 de agosto de 1290, dois dias após o casamento, em troca da renúncia de Carlos de Valois aos reinos de Aragão e Valência. Com isso, o rei Carlos II esperava conseguir a libertação de seus três filhos que ainda eram mantidos refém em Barcelona, pelo rei Afonso III de Aragão.
Ela teve seis filhos com o marido, sendo duas meninos e quatro meninos.
Margarida faleceu em 31 de dezembro de 1299, e foi enterrada na Igreja dos Jacobinos, em Paris.
Após a morte da esposa, Carlos se casou com a prima da primeira esposa Catarina de Courtenay, imperatriz titular de Constantinopla. 

## Descendência
- Isabel de Valois (1292 – 1309), foi noiva de Eduardo Balliol, filho do rei João da Escócia e de Isabel de Warenne, porém, o casamento não ocorreu. Casou-se com o futuro duque João III da Bretanha, como sua primeira esposa, mas não teve filhos;
- Filipe VI de França (1293 – 22 de agosto de 1350), primeiro rei Valois da França, sua disputa pela sucessão ao trono francês com Eduardo III de Inglaterra, filho de Isabel da França, Rainha da Inglaterra, deu origem a Guerra dos Cem Anos. Foi casado duas vezes, primeiro com Joana da Borgonha e depois com Branca de Évreux. Teve descendência;
- Joana de Valois (1294 – 7 de março de 1352), foi esposa de Guilherme I, Conde de Hainaut, sendo, portanto, mãe, entre outros de Margarida II, Condessa de Hainaut, consorte de Luís IV do Sacro Império Romano-Germânico, e de Filipa de Hainault, que foi rainha consorte do rei Eduardo III de Inglaterra. Serviu, portanto, como medidora entre o irmão, Filipe, e o genro, Eduardo. Além disso, Joana também tinha apoiado a prima Isabel da França, mãe do futuro Eduardo III, na sua invasão da Inglaterra ao lado de Rogério Mortimer, 1.º Conde de March, para depor o próprio marido Eduardo II;
- Margarida de Valois (1295 - julho de 1342), foi casada com Guido I de Châtillon, com quem teve três filhos;
- Carlos II, Conde de Alençon (1297 – 26 de agosto de 1346), foi sucessor do pai em Alençon e Perche. Antes de se casar, foi noivo de Ana Neda da Sérvia, filha de Estêvão Milutino.[4] Mais tarde, se casou com Joana, Condessa de Joigny, mas não teve filhos. Teve filhos com a segunda esposa, Maria de la Cerda;
- Catarina de Valois (m. 1299).